# Musixmatch
Musixmatch è una società italiana e piattaforma digitale che permette di cercare e condividere i testi delle canzoni. È la più grande piattaforma al mondo di questo genere con più di 80 milioni di utenti e 8 milioni di testi musicali.

## Caratteristiche
È accessibile via web o come applicazione per iOS, Android, Windows Phone, macOS, Microsoft Windows e watchOS.
Musixmatch mostra i testi sincronizzati con la traccia musicale. Nelle applicazioni per i sistemi operativi iOS e Android scansiona la libreria musicale e può essere utilizzato come player musicale. È in grado anche di scansionare le librerie dei servizi streaming come Spotify, Apple Music, Amazon Music.
Su Android è possibile visualizzare i testi in overlay.

## Storia
Musixmatch nasce da un'idea di Massimo Ciociola ed è stata fondata a Bologna il 21 gennaio 2010 da Massimo Ciociola, Gianluca Delli Carri, Valerio Paolini, Francesco Delfino e Giuseppe Costantino. Il servizio è stato reso disponibile a luglio dello stesso anno. Sino a gennaio 2015, Musixmatch ha ricavato 14,1 milioni di dollari da Venture capital e Angel investor. Paolo Barberis è stato uno dei primi Angel Investor in fase di fondazione nel 2011.  La società ha siglato vari contratti con EMI, Warner/Chappell Music, Universal Music Publishing Group, Sony/ATV Music Publishing, Peermusic, BMG Rights Management e Harry Fox Agency e collabora con la National Music Publishers' Association.
Ad oggi Musixmatch fornisce la propria tecnologia e dati a Google, Apple Music, Amazon Music, Shazam, Vevo, Spotify, Facebook. L'azienda ha anche chiuso un accordo con la nota piattaforma Instagram per aggiungere i testi nelle Music Stories.
Mark Zuckerberg ha anche ringraziato pubblicamente Musixmatch e Massimo Ciociola.
Nel Settembre 2019, Marco Paglia,  Senior Product Director ad Uber con passate esperienze a Google, Youtube, Nokia, si è unito al management di Musixmatch come Chief Product Officer
Dal 18 novembre 2021 Musixmatch ha stipulato un accordo globale con Spotify per inserire i testi delle canzoni sulla piattaforma Spotify.
Nel Luglio 2022, Musixmatch ha siglato un accordo strategico di investimento con TPG, uno dei maggiori private equity americani. A seguito dell'accordo, David Trujillo e Jacqui Hawwa, entrambi partner di TPG, sono entrati nel CDA di Musixmatch
Con l'investimento di TPG nel Luglio 2022, Gianluca Delli Carri, uno dei fondatori di Musixmatch ha lasciato l'azienda per seguire i propri interessi, cosi come Giuseppe Costantino.